# Enoplognatha afrodite
Enoplognatha afrodite är en spindelart som beskrevs av Heikki Hippa och Oksala 1983. Enoplognatha afrodite ingår i släktet Enoplognatha och familjen klotspindlar. Inga underarter finns listade i Catalogue of Life.